# Múrmansk
Múrmansk (rus: Мурманск) és la capital de l'óblast de Múrmansk, a l'extrem nord-oest de Rússia. Amb 292.465  habitants (2019) Múrmansk és la ciutat més poblada del món en una latitud tan septentrional, i la més poblada del cercle polar àrtic. Des de la dissolució de la Unió Soviética el 1992 ha perdut gairebé 38% de la població.
Es troba a la desembocadura del riu Kola a la costa nord de la península de Kola, pròxima a la frontera de Rússia amb Noruega i Finlàndia, a la regió de Lapònia, on hi ha un important port a la badia Kola, a 35 km del mar de Barentsz. Està situada 1.486 quilòmetres al nord de Moscou i a 2.345 quilòmetres del Pol Nord. És la seu de la flota russa de trencagels nuclears i el major port de Rússia a l'Àrtic.
El port roman lliure de gel tot l'any, per mor del corrent càlid de l'Atlàntic Nord.

## Història

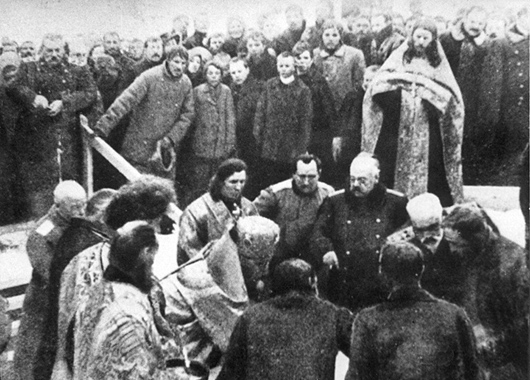
Posada de la primera pedra

Primer s'hi va construir el port, un projecte que datava del 1870, el 1915, al mig de la primera guerra mundial. Al terminal de la nova línia ferroviària que segueix la vall del Kola, el 4 d'octubre de 1916, es va posar la primera pedra de Romànov del Murman, «Murman» és un altre nom de la badia. Li van donar el nom de la dinastia russa dels Romànov. La ciutat fou rebatejada Múrmansk després de la Revolució Russa del 1917.
Del 1918 al 1920, la ciutat va estar ocupada militarment per les potències occidentals aliades a la Primera Guerra Mundial i per l'Exèrcit Blanc durant la Guerra Civil Russa. Des de la darreria dels anys 20 del segle xx el govern comunista va organitzar la russificació per una immigració massiva, el que va fer que la població original de samis, komis i nenets que eren 64,9% el 1920, havien esdevingut una minoria de 15,7% el 1939. El principal grup van ser kulaks, antics serfs rurals del sud i del centre de Rússia, que van ser deportats per la força en un programa de «deskulakització» dels masovers i grangers que descomplaïen la col·lectivització de l'agricultura. El segon grup eren presoners dels gulags i finalment hi havia un petit grup d'enginyers i tècnics.
El port va servir durant la Segona Guerra Mundial per a abastir la Unió Soviètica en la guerra contra els nazis. Les forces alemanyes van llançar una ofensiva contra la ciutat el 1941, Múrmansk va patir una profunda destrucció, només per darrere de Stalingrad entre totes les ciutats soviètiques. Tot i això, els soviets van resistir i els alemanys no van poder conquerir la ciutat i ni tallar la xarxa ferriviària del Karelina. La Unió Soviètica, va reconéixer aquesta resistència i va designar la ciutat com a Ciutat heroica el 6 de maig del 1985. En commemoració s'hi va erigir la gran estàtua d'Alioixa, que representa un soldat soviètic de la Segona Guerra Mundial.
El 1953, després de la mort de Stalin, va seguir una nova ona d'immigració, aquesta vegada més voluntària per una política d'incentius que van atraure joves amb un nivell d'estudis superiors.
Un cop conclòs el conflicte, el port va esdevenir la base principal de la Marina de Guerra Soviètica (Flota del Nord), que albergava més de 170 submarins atòmics amb míssils intercontinentals (SSBN) que podien atènyer els Estats Units. Avui dia solament en queden 26 exemplars actius.
Després d'acabada la Guerra Freda, aquest lloc s'ha tornat en un cementiri d'aquesta poderosa armada i també un indret on es desmantellen submarins nuclears. És considerat el lloc amb major nombre de reactors nuclears tant civils com militars. Durant molt temps l'Armada va arribar a llançar als mars de Barentsz i Kara 12.000 m³ de deixalles radioactives i s'hi van enfonsar 13 submarins, 6 dels quals amb els seus reactors i el combustible, ja que era gairebé impossible tornar a usar-los.
Segons dades oficials de 2002, hi ha prop de 248 reactors a la regió esperant a ser desmantellats, els quals contenen prop de 92 tones de combustible nuclear usat. El procés de retirada del servei dels submarins genera anualment 5.000 tones de deixalles nuclears. El 2013 el govern rus hi va segrestar el vaixell Arctic Sunrise i tota la tripulació de Greenpeace durant nou mesos, després d'una protesta per a protegir l'Àrctic.

## Clima
La temperatura mitjana de Múrmansk a l'hivern és de 16 graus Celsius sota zero, però pot baixar fins a 49 °C sota zero. L'estiu no pot anomenar-se càlid, amb tot just 15 °C sobre zero de mitjana, però, en canvi, hi ha llum natural 24 hores al dia des de maig fins a juny, perquè durant aquests mesos al cel de Múrmansk no s'oculta l'anomenat sol de mitjanit.
| Dades climàtiques a Múrmansk       | Dades climàtiques a Múrmansk | Dades climàtiques a Múrmansk | Dades climàtiques a Múrmansk | Dades climàtiques a Múrmansk | Dades climàtiques a Múrmansk | Dades climàtiques a Múrmansk | Dades climàtiques a Múrmansk | Dades climàtiques a Múrmansk | Dades climàtiques a Múrmansk | Dades climàtiques a Múrmansk | Dades climàtiques a Múrmansk | Dades climàtiques a Múrmansk | Dades climàtiques a Múrmansk |
| Mes                                | gen                          | febr                         | març                         | abr                          | maig                         | juny                         | jul                          | ag                           | set                          | oct                          | nov                          | des                          | anual                        |
| ---------------------------------- | ---------------------------- | ---------------------------- | ---------------------------- | ---------------------------- | ---------------------------- | ---------------------------- | ---------------------------- | ---------------------------- | ---------------------------- | ---------------------------- | ---------------------------- | ---------------------------- | ---------------------------- |
| Màxima rècord °C (°F)              | 7.0 (44.6)                   | 6.6 (43.9)                   | 9.0 (48.2)                   | 16.9 (62.4)                  | 29.4 (84.9)                  | 30.8 (87.4)                  | 32.9 (91.2)                  | 29.1 (84.4)                  | 24.2 (75.6)                  | 15.0 (59)                    | 9.6 (49.3)                   | 7.2 (45)                     | 32.9 (91.2)                  |
| Màxima mitjana °C (°F)             | −6.8 (19.8)                  | −6.7 (19.9)                  | −2.4 (27.7)                  | 2.6 (36.7)                   | 7.6 (45.7)                   | 13.6 (56.5)                  | 17.3 (63.1)                  | 14.9 (58.8)                  | 10.0 (50)                    | 3.6 (38.5)                   | −2.4 (27.7)                  | −5.3 (22.5)                  | 3.8 (38.8)                   |
| Mitjana diària °C (°F)             | −10.1 (13.8)                 | −9.7 (14.5)                  | −5.5 (22.1)                  | −0.7 (30.7)                  | 4.0 (39.2)                   | 9.2 (48.6)                   | 12.8 (55)                    | 11.1 (52)                    | 7.0 (44.6)                   | 1.5 (34.7)                   | −4.8 (23.4)                  | −8.2 (17.2)                  | 0.56 (33.01)                 |
| Mínima mitjana °C (°F)             | −13 (9)                      | −12.8 (9)                    | −8.6 (16.5)                  | −3.8 (25.2)                  | 1.1 (34)                     | 5.7 (42.3)                   | 9.2 (48.6)                   | 8.0 (46.4)                   | 4.5 (40.1)                   | −0.4 (31.3)                  | −7.1 (19.2)                  | −11.2 (11.8)                 | −2.4 (27.7)                  |
| Mínima rècord °C (°F)              | −39.4 (−38.9)                | −38.6 (−37.5)                | −32.6 (−26.7)                | −21.7 (−7.1)                 | −10.4 (13.3)                 | −2.5 (27.5)                  | 1.7 (35.1)                   | −2 (28)                      | −5.4 (22.3)                  | −21.2 (−6.2)                 | −30.5 (−22.9)                | −35 (−31)                    | −39.4 (−38.9)                |
| Precipitació mitjana mm (polzades) | 30 (1.18)                    | 22 (0.87)                    | 23 (0.91)                    | 24 (0.94)                    | 36 (1.42)                    | 53 (2.09)                    | 70 (2.76)                    | 61 (2.4)                     | 52 (2.05)                    | 51 (2.01)                    | 38 (1.5)                     | 34 (1.34)                    | 494 (19.45)                  |
| Mitjana de dies de pluja           | 0.1                          | 0.3                          | 0.7                          | 3                            | 9                            | 17                           | 20                           | 21                           | 19                           | 8                            | 1                            | 0.4                          | 99.5                         |
| Mitjana de dies de neu             | 23                           | 21                           | 20                           | 14                           | 7                            | 0.5                          | 0                            | 0                            | 0.5                          | 9                            | 19                           | 24                           | 138.0                        |
| Humitat relativa mitjana (%)       | 84                           | 83                           | 79                           | 73                           | 72                           | 70                           | 73                           | 78                           | 81                           | 83                           | 86                           | 85                           | 78.9                         |
| Mitjana mensual d'hores de sol     | 3                            | 33                           | 122                          | 182                          | 192                          | 228                          | 236                          | 154                          | 89                           | 47                           | 7                            | 0                            | 1.293                        |
| Font #1: Pogoda.ru.net             |                              |                              |                              |                              |                              |                              |                              |                              |                              |                              |                              |                              |                              |
| Font #2: NOAA (sun, 1961–1990)     |                              |                              |                              |                              |                              |                              |                              |                              |                              |                              |                              |                              |                              |

## Ciutats agermanades
- Akureyri, Islàndia
- Vadsø, Noruega

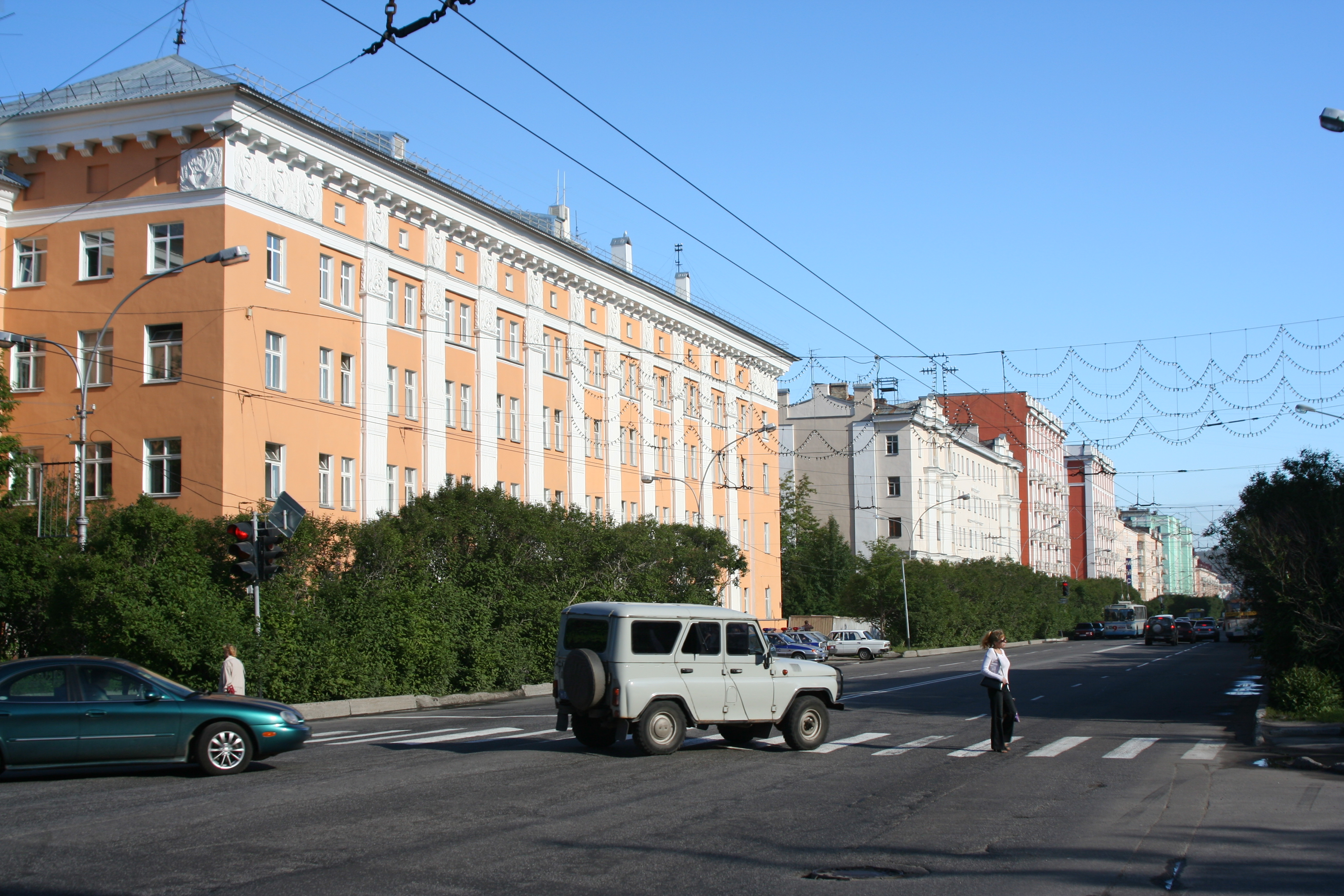
Centre de la ciutat

- Groningen, Països Baixos
- Jacksonville, Estats Units
- Luleå, Suècia
- Minsk, Belarús
- Rovaniemi, Finlàndia
- Tromsø, Noruega
- Szczecin, Polònia